# 帕洛馬瞬變工廠
帕洛馬瞬變工廠（PTF，Palomar Transient Factory）是天文學的大視場巡天，旨在尋找光學瞬變和變化的來源。它是全自動的，包括廣域巡天相機、自動化的即時資料約簡管道、附掛著光度計的專用檢測望遠鏡，以及所有檢測到的資料完全存檔。這項巡天使用為帕洛馬山天文台1.2米的塞缪尔·奥斯钦望远镜重新設計，7.8平方度的12K X 8K的CCD陣列相機。巡天相機在2008年12月13日開光，這項專案在2009年夏天建置完全，並計畫至少持續進行至2012年。
PTF是由加州理工學院、勞倫斯伯克利國家實驗室、紅外處理和分析中心、柏克萊、LCOGT、牛津大學、哥倫比亞大學和魏茨曼研究所共同合作。這個專案由加州理工學院的什里尼瓦斯·库尔卡尼為首。

## 外部連結
- Palomar Transient Factory （页面存档备份，存于）